# Ossun (Franciaország)
Ossun település Franciaországban, Hautes-Pyrénées megyében. Lakosainak száma 2352 fő (2022. január 1.). Ossun Ger, Pontacq, Adé, Azereix, Bartrès, Lamarque-Pontacq, Lanne és Louey községekkel határos.

## Népesség
A település népességének változása:
| Lakosok száma | 2314 | 2356 | 2408 | 2368 | 2372 | 2374 | 2369 | 2351 | 2352 |
|               | 2013 | 2015 | 2016 | 2017 | 2018 | 2019 | 2020 | 2021 | 2022 |